# Riserva radioecologica statale della Polesia
La Riserva radioecologica statale della Polesia (in bielorusso Палескі дзяржаўны радыяцыйна-экалагічны запаведнік?, Paleski dzjaržaŭny radyjacyjna-ėkalahičny zapavednik; nota anche attraverso l'acronimo PSRER) è un'area naturale protetta della Bielorussia nella regione storica della Polesia al confine con l'Ucraina. La riserva include la porzione maggiormente colpita dal disastro di Černobyl' del 1986 e confina direttamente con la zona di alienazione ucraina.
Istituita nel 1988 su iniziativa del Soviet Supremo della Repubblica Socialista Sovietica Bielorussa la riserva è amministrata dall'omonimo istituto di ricerca statale posto sotto l'egida del Ministero per le situazioni emergenziali.